# 시스템 리소스
컴퓨팅에서 시스템 리소스(system resource), 시스템 자원은 컴퓨터 시스템 내에 제한된 물리적 부품과 가상 구성 요소를 아울러 이르는 용어이다. 연결된 모든 장치와 내부 시스템 부품들은 자원이다. 가상 시스템 자원에는 파일(구체적으로는 파일 핸들), 네트워크 연결(구체적으로는 네트워크 소켓), 메모리 영역이 있다.
리소스를 관리하는 것은 리소스 관리라고 하며 자원 누수 예방, 자원 집중 처리를 모두 포함한다. 컴퓨팅 자원은 네트워크를 통한 서비스를 제공하기 위해 클라우드 컴퓨팅에서 사용된다.

## 리소스의 주요 유형
- 인터럽트 요청 (IRQ) 라인
- 직접 메모리 접근 (DMA) 채널
- 포트 맵 입출력
- 메모리 맵 입출력
- 락
- 외부 장치
- 외부 메모리나 객체(예: 자바의 네이티브 코드에서 관리되는 메모리, 자바스크립트의 문서 객체 모델/DOM 객체)

### 일반 리소스
- CPU, 싱글 CPU와 복수 CPU 이용 – 다중작업 참고
- 랜덤 액세스 메모리(RAM)과 가상 메모리 – 메모리 관리 참고
- 하드 디스크 드라이브 드라이브
- 캐시 공간(CPU 캐시, MMU 캐시/변환 색인 버퍼 포함)
- 네트워크 스루풋
- 전력
- 입출력 조작
- 무작위성

## 분류
메모리, 스토리지 공간과 같은 일부 리소스는 "위치"라는 개념이 있으며 인접(contiguous) 할당과 비인접(non-contiguous) 할당으로 구별된다. 1GB 메모리를 단일 블록에 할당하는 것과 1,024 블록 각각에 1 MB를 할당하는 것을 예로 들 수 있다. 후자의 경우 프래그멘테이션이라고 한다.
또, 자원은 압축 가능한 자원과 압축이 불가능한 자원으로 분류할 수도 있다.

## 같이 보기
- 연산 자원